# Cystopteris termale
Cystopteris termale là một loài dương xỉ trong họ Cystopteridaceae. Loài này được A.P.Khokhr. mô tả khoa học đầu tiên năm 1983.
Danh pháp khoa học của loài này chưa được làm sáng tỏ. 